# Autoserica lombokensis
Autoserica lombokensis är en skalbaggsart som beskrevs av Moser 1916. Autoserica lombokensis ingår i släktet Autoserica och familjen Melolonthidae. Inga underarter finns listade.